# Van Canto
Van Canto — німецький музичний гурт, який співає важкий метал а капела, заснований в 2006 та складається з п'яти вокалістів і барабанщика. Хоча їх часто називають вокальним ансамблем, вони використовують справжні барабани, замість вокальної перкусії чи бітбоксу.
Van Canto зливає а капелу з важким/пауер металом, створюючи жанр, який вони назвали «hero metal a capella». Тільки двоє з п'яти співаків виконують головний вокал, інші три використовують голоси щоб імітувати гітари, та баси, з допомогою підсилювачів щоб наблизитись до звучання оригінальних інструментів.

## Історія
Одразу після заснування група видала свій дебютний альбом A Storm to Come, в General Schallplatten. В нього були включені сім оригінальних тректів, а також кавери на пісню Металіки «Battery» та пісню «Stora Rövardansen» з фільму Ronja Rövardotter. Крім того, були знять відеокліпи для треків «The Mission», «Battery», та «Rain». 30 вересня 2007 вони презентували нового барабанщика, Бастіана Еміґа,  який зайняв місце Денніса Стріллінґера. В листопаді 2007, Van Canto підписали угоду з Gun Records/Sony BMG…

## Дискографія
- A Storm to Come (2006, перевипущений у 2010)
- Hero (2008 перевипущений у 2008, і знову у 2010)
- Tribe of Force (2010)
- Dawn of the Brave (2014)
- Voices of Fire (2016)

## Зноски
1. 1 2  Новини на офіційному сайті Van Canto. Архів оригіналу за 13 липня 2013. Процитовано 21 травня 2011.